# 西區 (神戶市)

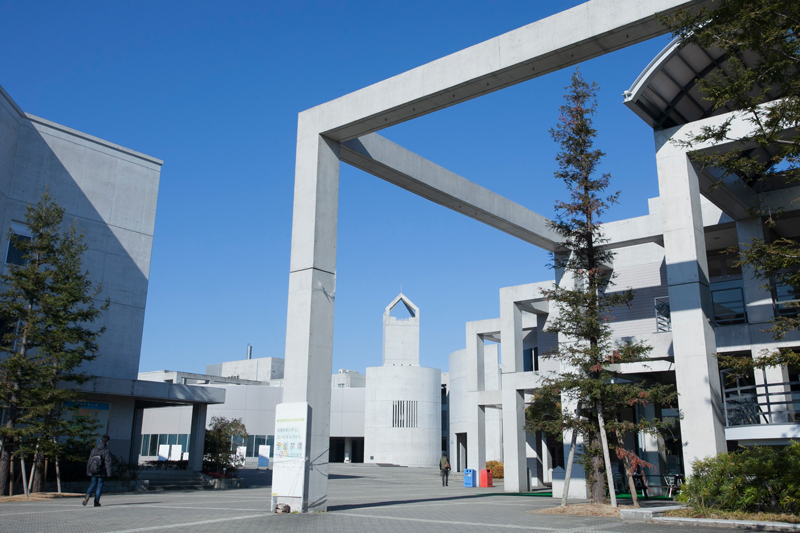
流通科学大学

西区（日语：／ Nishi ku */?）是神戶市西部的一個區級行政區劃，位於六甲山地西側，播磨平原東端，面積占全市近3成，是神戶市人口最多的區。和垂水區一樣過去都屬於明石郡，因此和明石市有較強的歷史連結。

## 歷史
在1889年日本實施町村制時，現在的範圍在當時分屬明石郡伊川谷村、櫨谷村、押部谷村、玉津村、平野村、神出村、岩岡村。
1947年，這些區域一同被併入神戶市，當時被劃入垂水區，直到1982年再將這些區域分出另外設置為西區。

## 交通

### 鐵路
- 西日本旅客鐵道（JR西日本）
  - 山陽新幹線：路線通過轄區內，但未在轄區內設有車站。
- 神戶市營地下鐵
  - 西神·山手線：學園都市車站 - 伊川谷車站 - 西神南車站 - 西神中央車站
- 神戶電鐵
  - 粟生線：木津車站 - 木幡車站 - 榮車站 - 押部谷車站

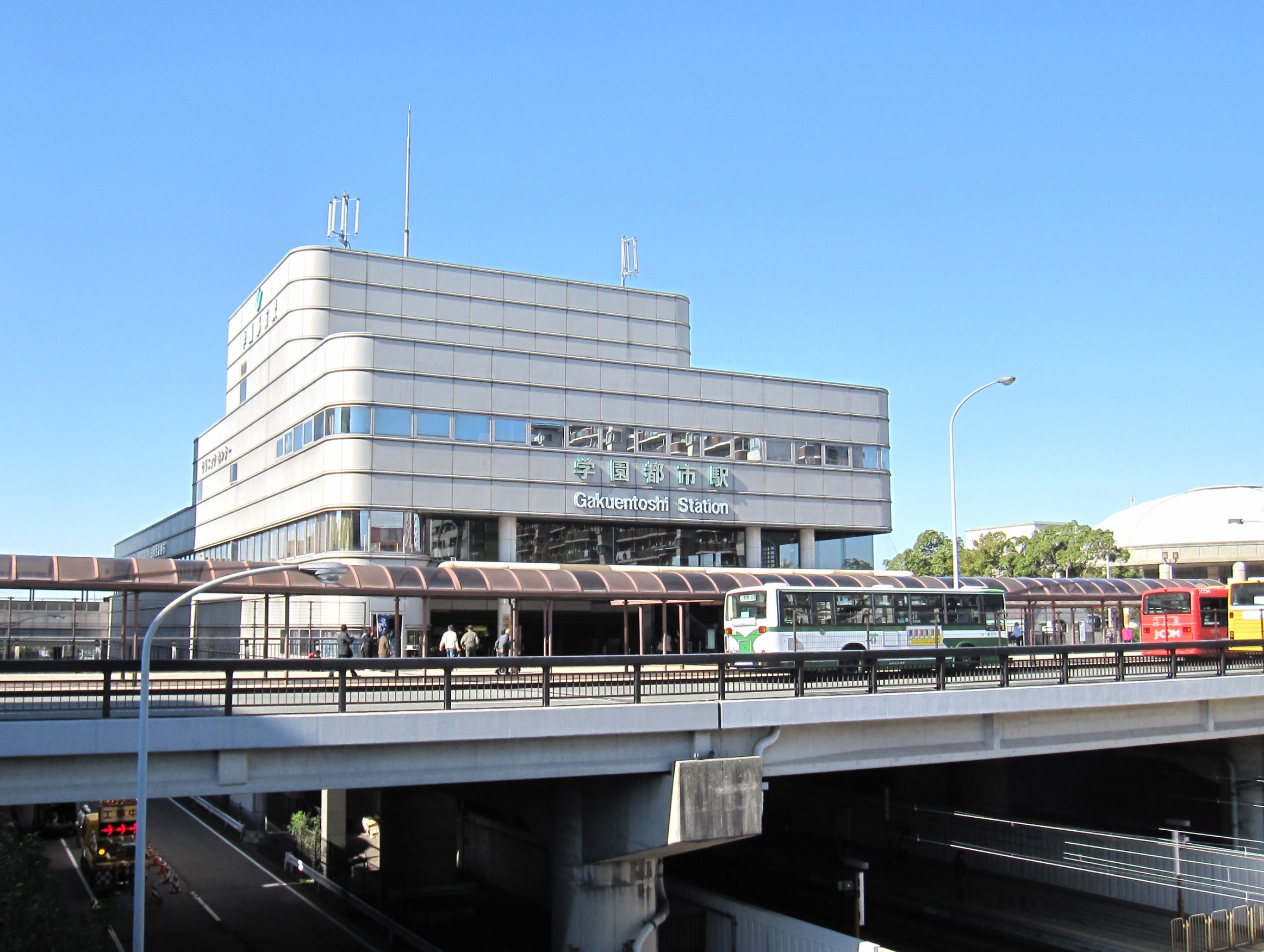
學園都市車站
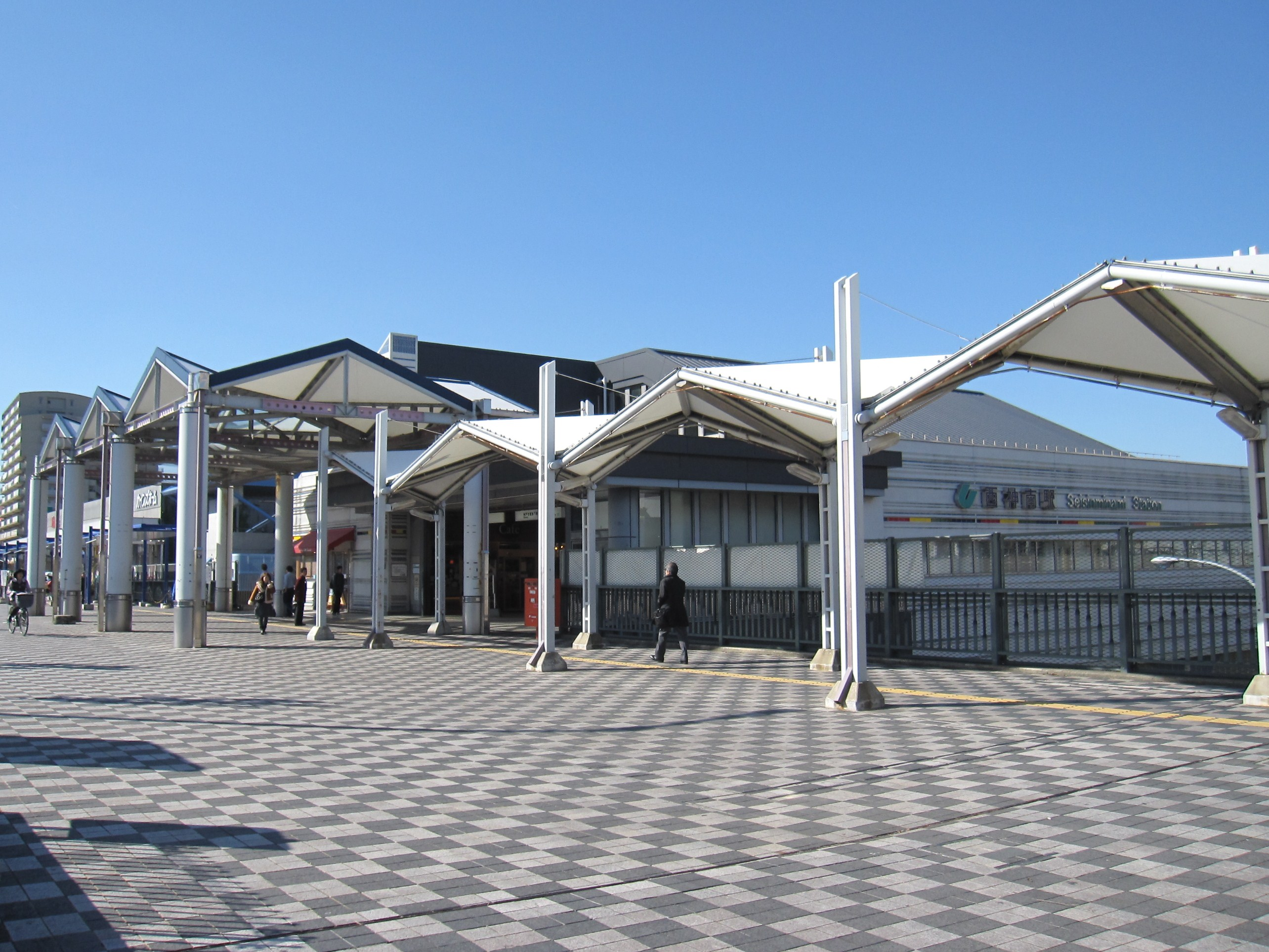
西神南站
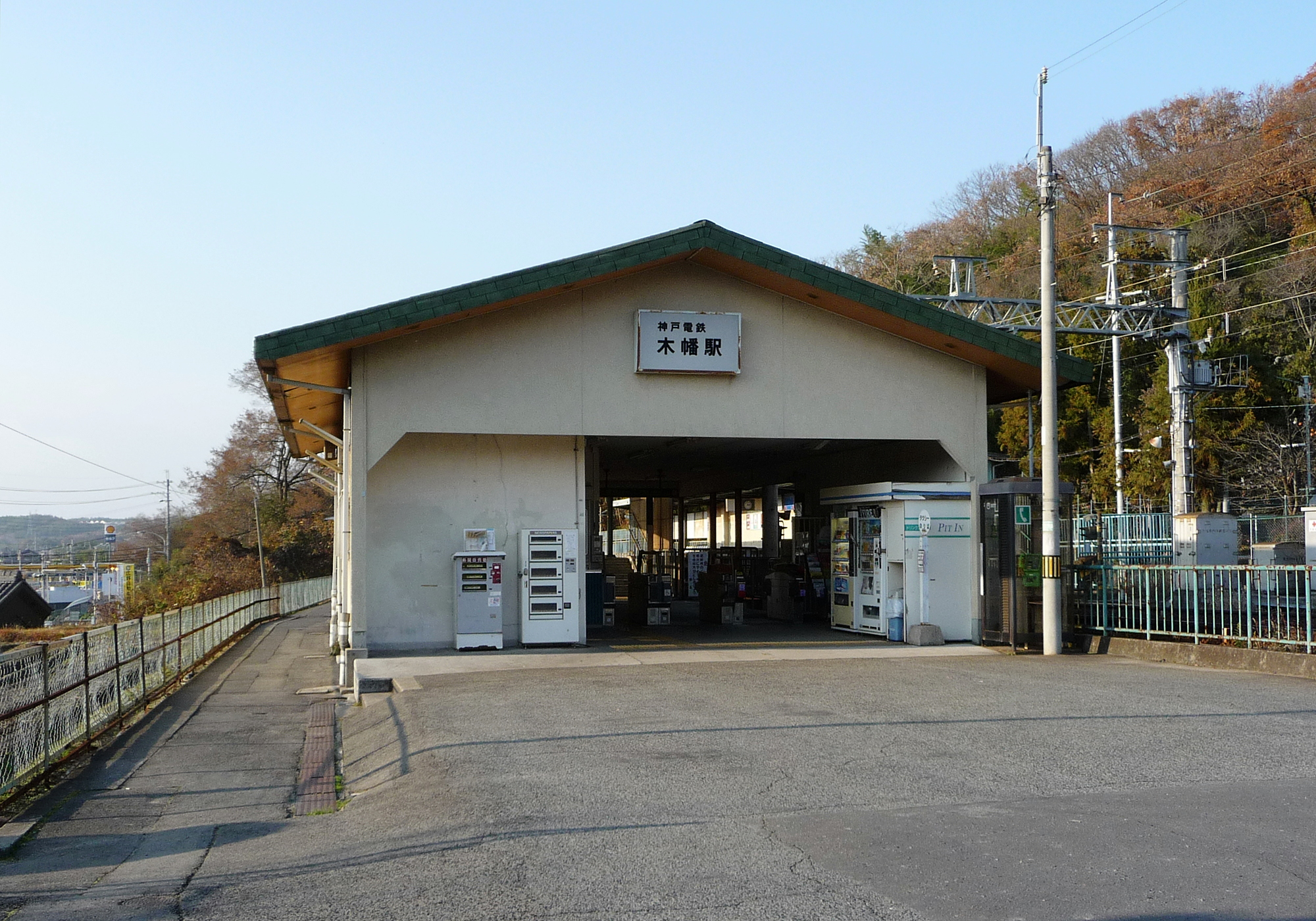
木幡車站

## 觀光資源
- 太山寺：本堂被列為國寶、仁王門等被列為國家重要文化財
  - 太山寺安養院庭園（日语：太山寺安養院庭園）：國家名勝
  - 太山寺成就院庭園（日语：太山寺成就院庭園）
- 如意寺：文珠堂、三重塔、阿彌陀堂被列為國家重要文化財
- 國營明石海峽公園（日语：国営明石海峡公園）（神戶地區）
- 神戶市立農業公園（日语：神戸市立農業公園）（神戶紅酒城）
- 枝吉城（日语：枝吉城）

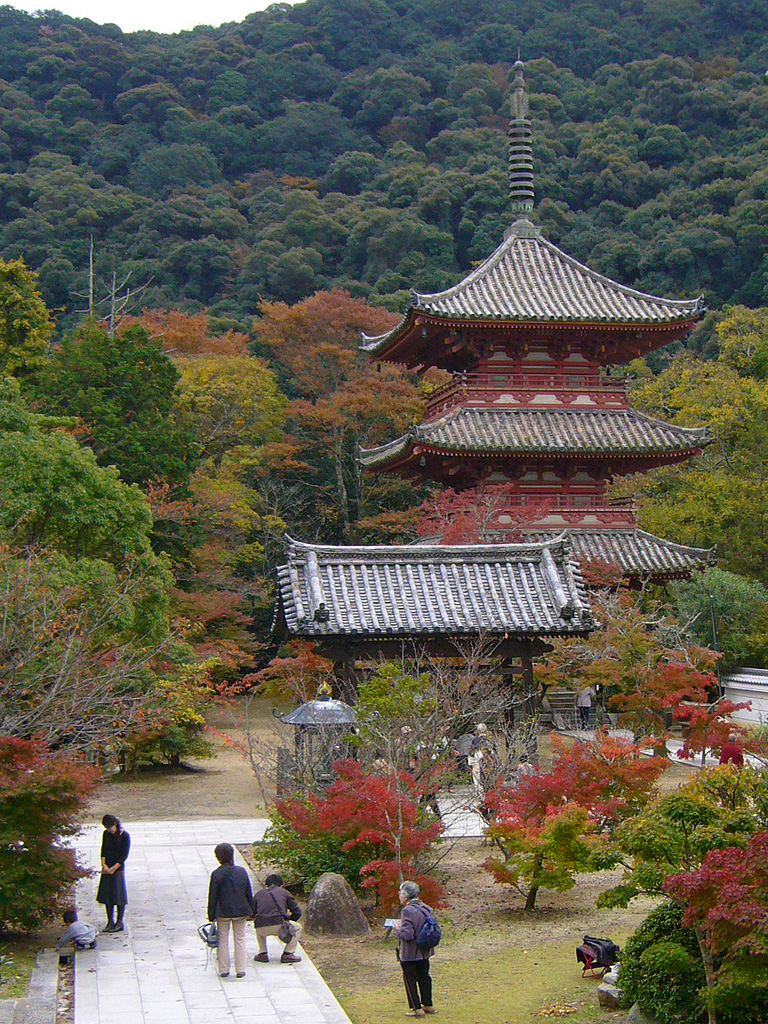
太山寺
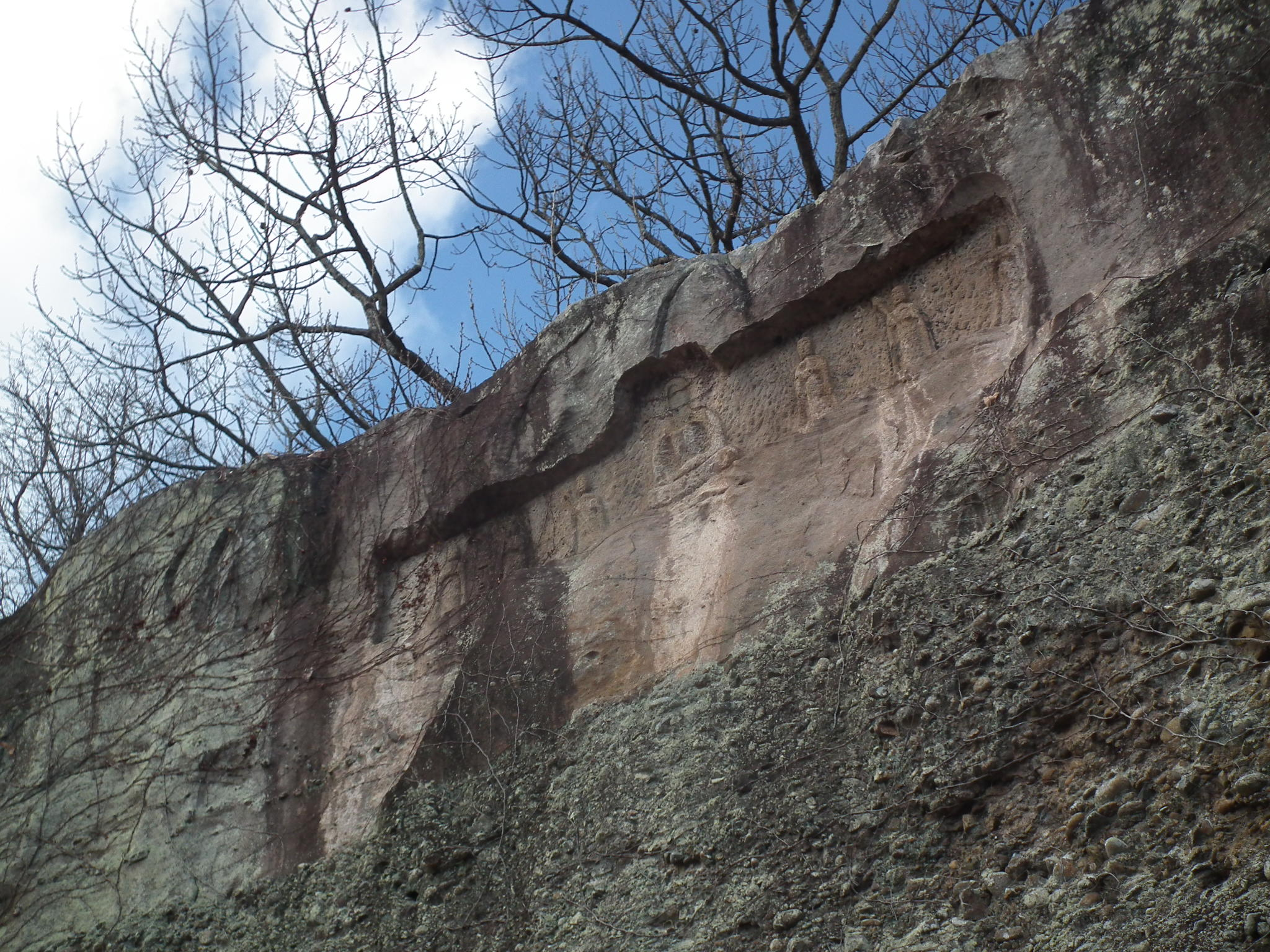
吉田遺跡
  - 吉田王塚古墳
  - 木津磨崖石佛（日语：木津磨崖石仏）
- 端谷城遺跡
- 岡之屋形遺跡
- 太山寺溫泉（日语：太山寺温泉）
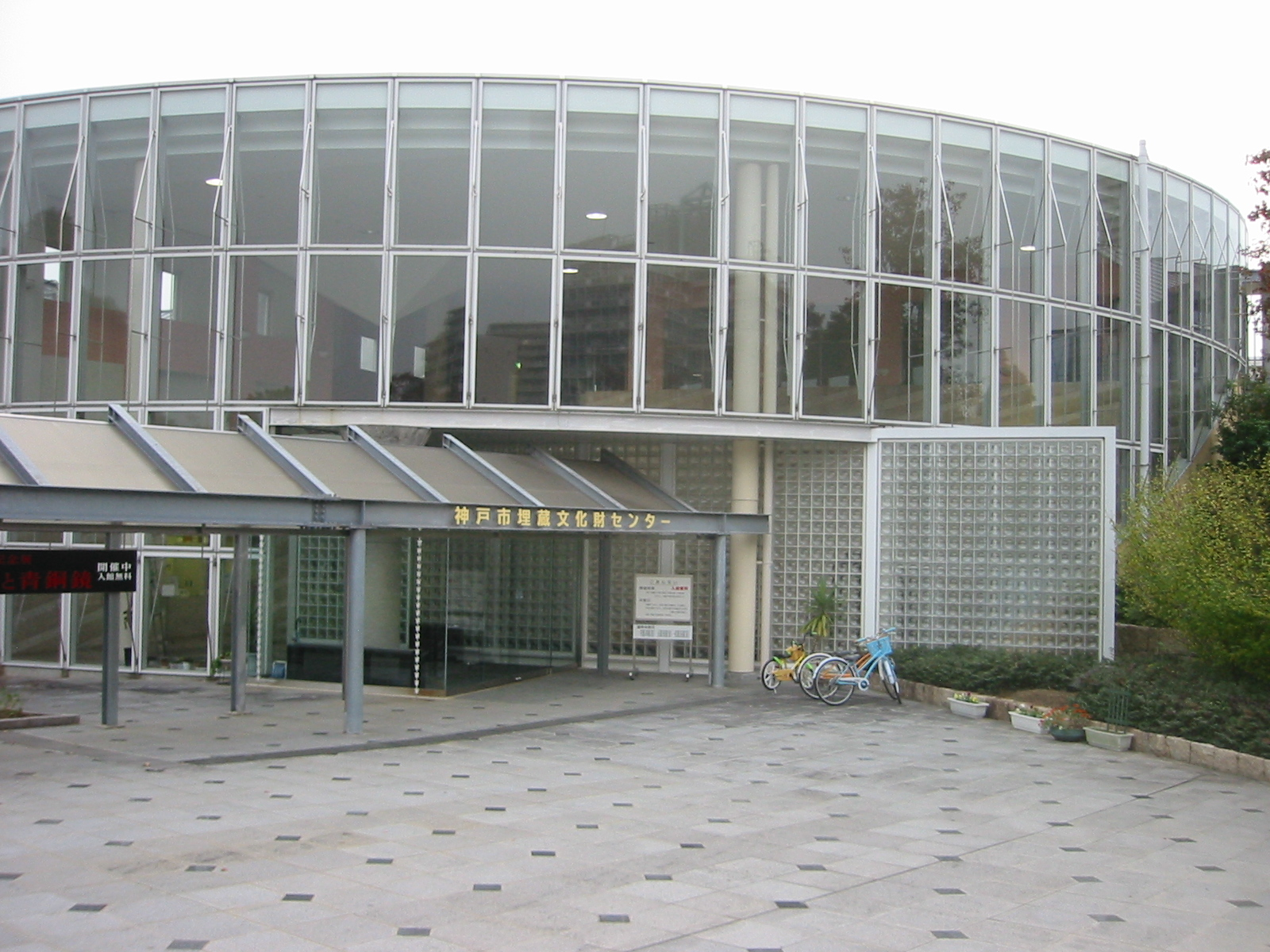
神戶市埋蔵文化財中心（日语：神戸市埋蔵文化財センター）
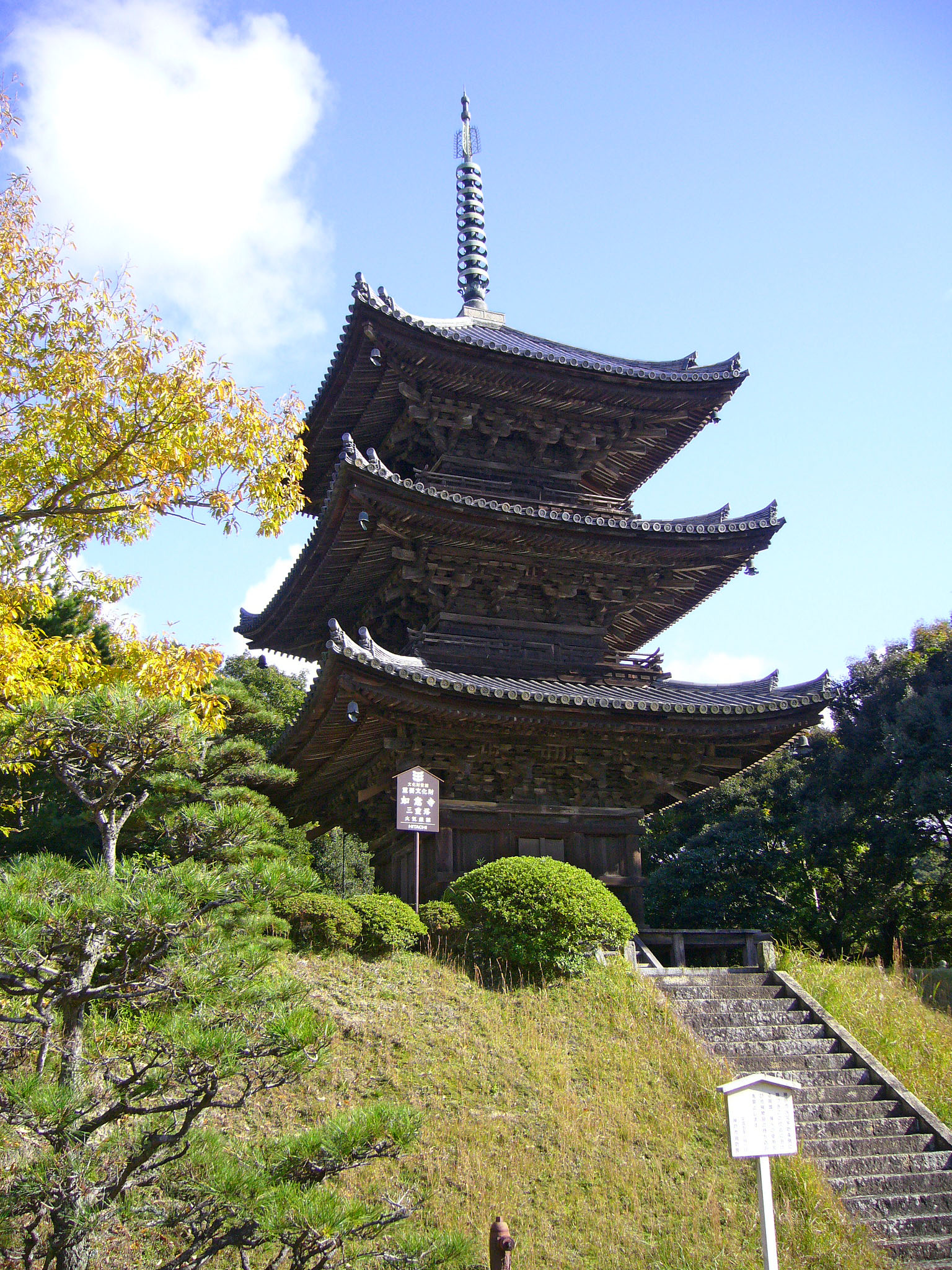
如意寺
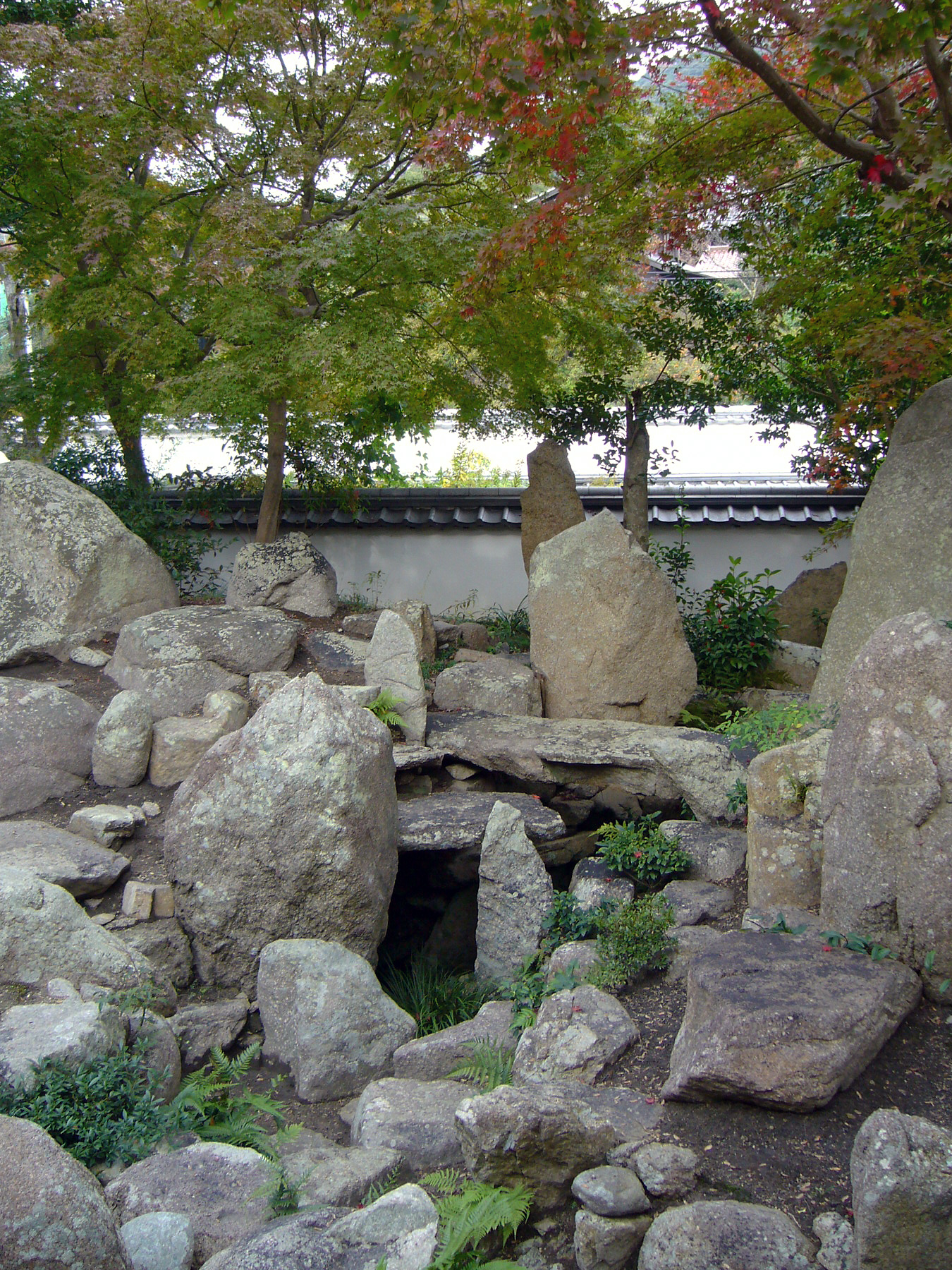
太山寺安養院庭園
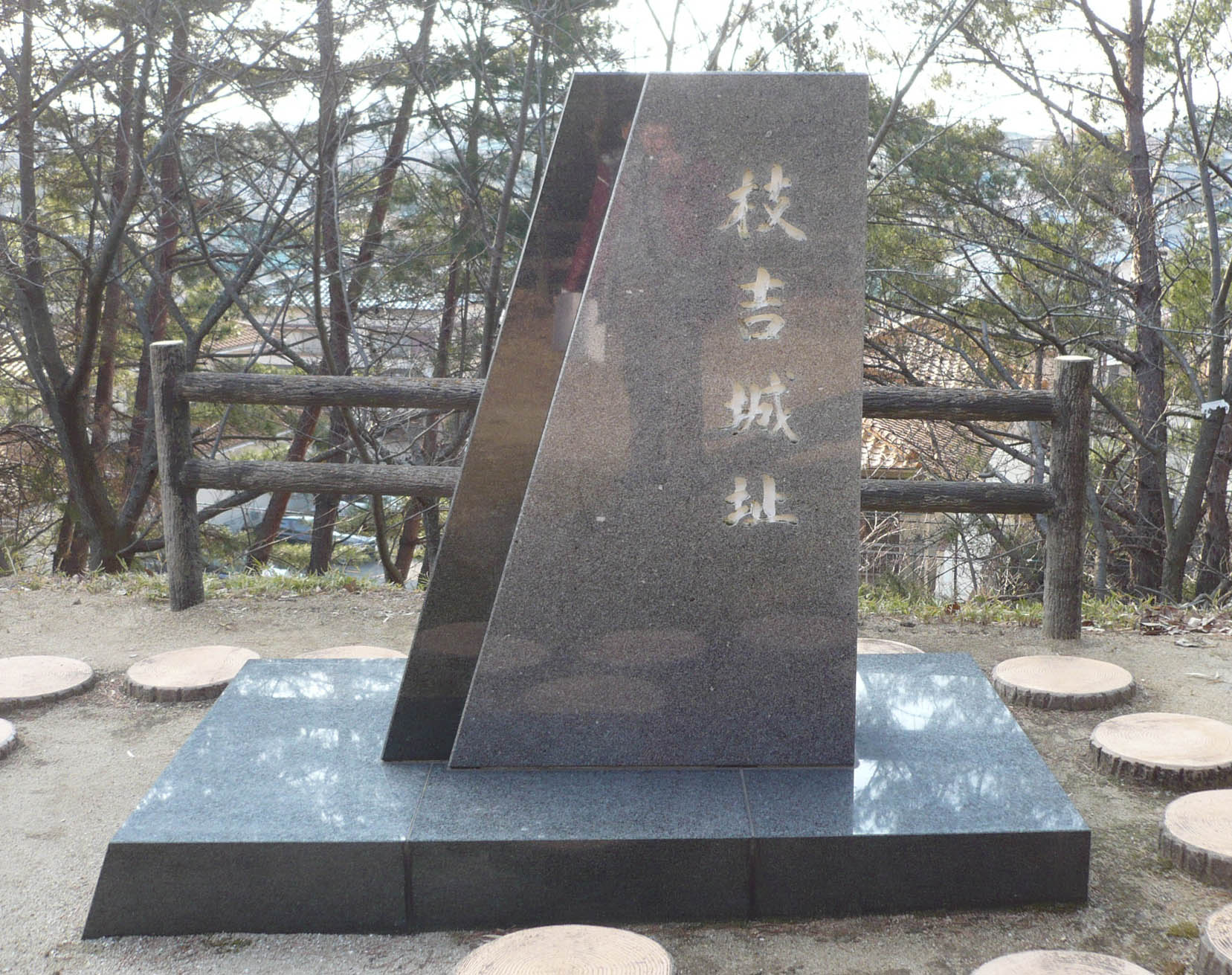
枝吉城的石標

- 太山寺
- 木津磨崖佛
- 神戶市埋藏文化財中心
- 如意寺
- 太山寺安養院庭園
- 枝吉城的石標